# Roemenië op het Europees kampioenschap voetbal 2016
Roemenië was een van de deelnemende landen op het Europees kampioenschap voetbal 2016 in Frankrijk. Het was de vijfde deelname van het Oost-Europese land. Bij het laatste EK waaraan Roemenië deelnam, het EK 2008, strandde Roemenië in de groepsfase. Voor het vorige EK in (het EK 2012) wisten de Roemenen zich niet te kwalificeren. Roemenië werd in 2016 uitgeschakeld in de groepsfase.

## Kwalificatie
Roemenië kwalificeerde zich voor het Europees kampioenschap via een tweede plaats achter Noord-Ierland in Groep F van de kwalificatie.

### Groep F
| Pos | Land          | Wed | Win | Gel | Ver | DV | DT | +/− | Pnt |
| --- | ------------- | --- | --- | --- | --- | -- | -- | --- | --- |
| 1   | Noord-Ierland | 10  | 6   | 3   | 1   | 16 | 8  | +8  | 21  |
| 2   | Roemenië      | 10  | 5   | 5   | 0   | 11 | 2  | +9  | 20  |
| 3   | Hongarije     | 10  | 4   | 4   | 2   | 11 | 9  | +2  | 16  |
| 4   | Finland       | 10  | 3   | 3   | 4   | 9  | 10 | –1  | 12  |
| 5   | Faeröer       | 10  | 2   | 0   | 8   | 6  | 17 | −11 | 6   |
| 6   | Griekenland   | 10  | 1   | 3   | 6   | 7  | 14 | –7  | 6   |

#### Wedstrijden
|                            |             |         |                                     | |
| 7 september 2014 20:45 uur | Griekenland | 0 − 1   | Roemenië                            | Georgios Karaiskákisstadion, Piraeus (Athene) Toeschouwers: 0 (gesloten voor publiek) Scheidsrechter: Mark Clattenburg |
| 7 september 2014 20:45 uur |             | details | 10' (pen.) Marica 45+2', 53' Marica | Georgios Karaiskákisstadion, Piraeus (Athene) Toeschouwers: 0 (gesloten voor publiek) Scheidsrechter: Mark Clattenburg |

|                           |             |         |               |                                                                                |
| 11 oktober 2014 18:00 uur | Roemenië    | 1 − 1   | Hongarije     | Arena Națională, Boekarest Toeschouwers: 54.000 Scheidsrechter: William Collum |
| 11 oktober 2014 18:00 uur | Rusescu 45' | details | 82' Dzsudzsák | Arena Națională, Boekarest Toeschouwers: 54.000 Scheidsrechter: William Collum |

|                           |               |         |                 |                                                                                 |
| 14 oktober 2014 20:45 uur | Finland       | 0 − 2   | Roemenië        | Olympiastadion, Helsinki Toeschouwers: 19.408 Scheidsrechter: Paolo Tagliavento |
| 14 oktober 2014 20:45 uur | Ring 52', 56' | details | 54', 83' Stancu | Olympiastadion, Helsinki Toeschouwers: 19.408 Scheidsrechter: Paolo Tagliavento |

|                            |               |         |               |                                                                                |
| 14 november 2014 20:45 uur | Roemenië      | 2 − 0   | Noord-Ierland | Arena Națională, Boekarest Toeschouwers: 28.892 Scheidsrechter: Jonas Eriksson |
| 14 november 2014 20:45 uur | Papp 74', 79' | details |               | Arena Națională, Boekarest Toeschouwers: 28.892 Scheidsrechter: Jonas Eriksson |

|                         |            |         |         |                                                                                   |
| 29 maart 2015 18:00 uur | Roemenië   | 1 − 0   | Faeröer | Ilie Oanăstadion, Ploiești Toeschouwers: 13.898 Scheidsrechter: Artur Soares Dias |
| 29 maart 2015 18:00 uur | Keșerü 21' | details |         | Ilie Oanăstadion, Ploiești Toeschouwers: 13.898 Scheidsrechter: Artur Soares Dias |

|                        |               |       |          |                                                                                    |
| 13 juni 2015 20:45 uur | Noord-Ierland | 0 − 0 | Roemenië | Windsor Park, Belfast Toeschouwers: 10.000 Scheidsrechter: Carlos Velasco Carballo |
| 13 juni 2015 20:45 uur | details       |       |          | Windsor Park, Belfast Toeschouwers: 10.000 Scheidsrechter: Carlos Velasco Carballo |

|                        |           |       |          |                                                                            |
| 4 september 2015 20:45 | Hongarije | 0 − 0 | Roemenië | Groupama Arena, Boedapest Toeschouwers: 22.060 Scheidsrechter: Felix Brych |
| 4 september 2015 20:45 |           |       |          | Groupama Arena, Boedapest Toeschouwers: 22.060 Scheidsrechter: Felix Brych |

|                        |          |       |             |                                                                                   |
| 7 september 2015 20:45 | Roemenië | 0 − 0 | Griekenland | Arena Națională, Boekarest Toeschouwers: 38.153 Scheidsrechter: Aleksej Koelbakov |
| 7 september 2015 20:45 |          |       |             | Arena Națională, Boekarest Toeschouwers: 38.153 Scheidsrechter: Aleksej Koelbakov |

|                      |             |       |                |                                                                               |
| 8 oktober 2015 20:45 | Roemenië    | 1 − 1 | Finland        | Arena Națională, Boekarest Toeschouwers: 47.987 Scheidsrechter: Craig Thomson |
| 8 oktober 2015 20:45 | Hoban 90+2' |       | 68' Pohjanpolo | Arena Națională, Boekarest Toeschouwers: 47.987 Scheidsrechter: Craig Thomson |

|                       |         |                             |          |                                                                        |
| 11 oktober 2015 18:00 | Faeröer | 0 − 3                       | Roemenië | Tórsvøllur, Tórshavn Toeschouwers: 3.941 Scheidsrechter: Ivan Kružliak |
| 11 oktober 2015 18:00 |         | 5', 45+2' Budescu 84' Maxim |          | Tórsvøllur, Tórshavn Toeschouwers: 3.941 Scheidsrechter: Ivan Kružliak |

## Voorbereiding
Ter voorbereiding van het toernooi speelde Roemenië zes oefenwedstrijden waarvan het er twee won, één verloor en driemaal gelijk speelde.

### Oefenwedstrijden
- 17 november 2015:  Italië -  Roemenië 2-2
- 23 maart 2016:  Roemenië -  Litouwen 1-0
- 27 maart 2016:  Roemenië -  Spanje 0-0
- 25 mei 2016:  Roemenië -  Congo-Kinshasa 1-1
- 29 mei 2016:  Roemenië -  Oekraïne 3-4
- 3 juni 2016:  Roemenië  Georgië 5-1

## Het Europees kampioenschap
De loting vond op 12 december 2015 plaats in Parijs. Roemenië werd ondergebracht in groep A, samen met gastland Frankrijk, Albanië en Zwitserland. Tegen Zwitserland speelde Roemenië gelijk, tegen Frankrijk en Albanië werd verloren en Roemenië eindigde hiermee als laatste in de poule en werd uitgeschakeld.

### Technische staf
| Functie         | Naam              |
| --------------- | ----------------- |
| Bondscoach      | Anghel Iordănescu |
| Assistent-coach | Viorel Moldovan   |
| Assistent-coach | Daniel Isăilă     |
| Assistent-coach | Ionuț Badea       |

### Selectie en statistieken
| №           | Naam               | Wed. | Dlpnt. | Club                |
| ----------- | ------------------ | ---- | ------ | ------------------- |
| Doel        |                    |      |        |                     |
| 1           | Costel Pantilimon  | 22   | 0      | Watford             |
| 12          | Ciprian Tătărușanu | 40   | 0      | Fiorentina          |
| 23          | Silviu Lung Jr.    | 3    | 0      | Astra Giurgiu       |
| Verdediging |                    |      |        |                     |
| 2           | Alexandru Mățel    | 17   | 0      | Dinamo Zagreb       |
| 3           | Răzvan Raț         | 113  | 2      | Rayo Vallecano      |
| 4           | Cosmin Moți        | 8    | 0      | Ludogorets          |
| 6           | Vlad Chiricheș     | 44   | 0      | Napoli              |
| 15          | Valerică Găman     | 14   | 1      | Karabükspor         |
| 16          | Steliano Filip     | 5    | 0      | Dinamo Boekarest    |
| 21          | Dragoș Grigore     | 23   | 0      | Al-Sailiya          |
| 22          | Cristian Săpunaru  | 16   | 0      | Astra Giurgiu       |
| Middenveld  |                    |      |        |                     |
| 5           | Ovidiu Hoban       | 23   | 1      | Hapoel Beër Sjeva   |
| 7           | Alexandru Chipciu  | 24   | 3      | Anderlecht          |
| 8           | Mihai Pintilii     | 34   | 1      | Steaua Boekarest    |
| 10          | Nicolae Stanciu    | 7    | 4      | Anderlecht          |
| 11          | Gabriel Torje      | 53   | 12     | Terek Grozny        |
| 17          | Răzvan Marin       | 4    | 1      | Standard Luik       |
| 18          | Andrei Prepeliță   | 12   | 0      | FK Rostov           |
| 20          | Adrian Popa        | 16   | 1      | Reading             |
| Aanval      |                    |      |        |                     |
| 9           | Denis Alibec       | 6    | 1      | Steaua Boekarest    |
| 13          | Claudiu Keșerü     | 14   | 5      | Ludogorets          |
| 14          | Florin Andone      | 9    | 1      | Deportivo La Coruña |
| 19          | Bogdan Stancu      | 44   | 11     | Bursaspor           |

### Wedstrijden
| Nr. | Land        | GW | W | G | V | DV | DT | DS | Ptn |
| --- | ----------- | -- | - | - | - | -- | -- | -- | --- |
| 1   | Frankrijk   | 3  | 2 | 1 | 0 | 4  | 1  | +3 | 7   |
| 2   | Zwitserland | 3  | 1 | 2 | 0 | 2  | 1  | +1 | 5   |
| 3   | Albanië     | 3  | 1 | 0 | 2 | 1  | 3  | −2 | 3   |
| 4   | Roemenië    | 3  | 0 | 1 | 2 | 2  | 4  | −2 | 1   |

#### Groepsfase
|                                               |                      |       |                   |                                                                                             |
| 10 juni 2016 «onderlinge duels» 21:00 (UTC+2) | Frankrijk            | 2 – 1 | Roemenië          | Stade de France, Saint-Denis Toeschouwers: 75.113 Scheidsrechter: Viktor Kassai (Hongarije) |
| 10 juni 2016 «onderlinge duels» 21:00 (UTC+2) | Giroud 57' Payet 89' |       | 65' (pen.) Stancu | Stade de France, Saint-Denis Toeschouwers: 75.113 Scheidsrechter: Viktor Kassai (Hongarije) |

| Frankrijk | Roemenië |

| Frankrijk:       |    |                   |       |
|                  |    |                   |       |
| GK               | 1  | Hugo Lloris       |       |
| RB               | 19 | Bacary Sagna      |       |
| CB               | 4  | Adil Rami         |       |
| CB               | 21 | Laurent Koscielny |       |
| LB               | 3  | Patrice Evra      |       |
| DM               | 5  | N'Golo Kanté      |       |
| CM               | 15 | Paul Pogba        | 77'   |
| CM               | 14 | Blaise Matuidi    |       |
| RW               | 7  | Antoine Griezmann | 66'   |
| CF               | 9  | Olivier Giroud    | 68'   |
| LW               | 8  | Dimitri Payet     | 90+2' |
| Wisselspelers:   |    |                   |       |
| MF               | 20 | Kingsley Coman    | 66'   |
| FW               | 11 | Anthony Martial   | 77'   |
| MF               | 18 | Moussa Sissoko    | 90+2' |
| Coach:           |    |                   |       |
| Didier Deschamps |    |                   |       |

| Roemenië:         |    |                    |         |
|                   |    |                    |         |
| GK                | 12 | Ciprian Tătărușanu |         |
| RB                | 22 | Cristian Săpunaru  |         |
| CB                | 6  | Vlad Chiricheș     | 32'     |
| CB                | 21 | Dragoș Grigore     |         |
| LB                | 3  | Răzvan Raț         | 45'     |
| CM                | 5  | Ovidiu Hoban       |         |
| CM                | 8  | Mihai Pintilii     |         |
| RW                | 20 | Adrian Popa        | 78' 82' |
| AM                | 10 | Nicolae Stanciu    | 72'     |
| LW                | 19 | Bogdan Stancu      |         |
| CF                | 14 | Florin Andone      | 61'     |
| Wisselspelers:    |    |                    |         |
| FW                | 9  | Denis Alibec       | 61'     |
| MF                | 7  | Alexandru Chipciu  | 71'     |
| MF                | 11 | Gabriel Torje      | 82'     |
| Coach:            |    |                    |         |
| Anghel Iordănescu |    |                    |         |

Man van de wedstrijd:

 Dimitri Payet

|                                               |                   |       |             |                                                                                         |
| 15 juni 2016 «onderlinge duels» 18:00 (UTC+2) | Roemenië          | 1 – 1 | Zwitserland | Parc des Princes, Parijs Toeschouwers: 43.576 Scheidsrechter: Sergej Karasjov (Rusland) |
| 15 juni 2016 «onderlinge duels» 18:00 (UTC+2) | Stancu 18' (pen.) |       | 57' Mehmedi | Parc des Princes, Parijs Toeschouwers: 43.576 Scheidsrechter: Sergej Karasjov (Rusland) |

| Roemenië | Zwitserland |

| Roemenië:         |    |                    |     |
|                   |    |                    |     |
| GK                | 12 | Ciprian Tătărușanu |     |
| RB                | 22 | Cristian Săpunaru  |     |
| CB                | 6  | Vlad Chiricheș     |     |
| CB                | 21 | Dragoș Grigore     | 76' |
| LB                | 3  | Răzvan Raț         | 62' |
| CM                | 18 | Andrei Prepeliță   | 22' |
| CM                | 8  | Mihai Pintilii     | 46' |
| RW                | 11 | Gabriel Torje      |     |
| AM                | 19 | Bogdan Stancu      | 84' |
| LW                | 7  | Alexandru Chipciu  | 23' |
| CF                | 13 | Claudiu Keșerü     | 37' |
| Wisselspelers:    |    |                    |     |
| MF                | 5  | Ovidiu Hoban       | 46' |
| DF                | 16 | Steliano Filip     | 62' |
| FW                | 14 | Florin Andone      | 84' |
| Coach:            |    |                    |     |
| Anghel Iordănescu |    |                    |     |

| Zwitserland:      |    |                      |           |
|                   |    |                      |           |
| GK                | 1  | Yann Sommer          |           |
| RB                | 2  | Stephan Lichtsteiner |           |
| CB                | 22 | Fabian Schär         |           |
| CB                | 20 | Johan Djourou        |           |
| LB                | 13 | Ricardo Rodríguez    |           |
| CM                | 11 | Valon Behrami        |           |
| CM                | 10 | Granit Xhaka         | 50'       |
| RW                | 23 | Xherdan Shaqiri      | 90+1'     |
| AM                | 15 | Blerim Džemaili      | 83'       |
| LW                | 18 | Admir Mehmedi        |           |
| CF                | 9  | Haris Seferović      | 64'       |
| Wisselspelers:    |    |                      |           |
| FW                | 7  | Breel Embolo         | 64' 90+4' |
| DF                | 6  | Michael Lang         | 83'       |
| FW                | 17 | Shani Tarashaj       | 90+1'     |
| Coach:            |    |                      |           |
| Vladimir Petković |    |                      |           |

Man van de wedstrijd:

 Granit Xhaka

|                                               |          |            |         |                                                                                         |
| 19 juni 2016 «onderlinge duels» 21:00 (UTC+2) | Roemenië | 0 – 1      | Albanië | Stade des Lumières, Lyon Toeschouwers: 49.752 Scheidsrechter: Pavel Královec (Tsjechië) |
| 19 juni 2016 «onderlinge duels» 21:00 (UTC+2) |          | 43' Sadiku |         | Stade des Lumières, Lyon Toeschouwers: 49.752 Scheidsrechter: Pavel Královec (Tsjechië) |

| Roemenië | Albanië |

| Roemenië:         |    |                    |           |
|                   |    |                    |           |
| GK                | 12 | Ciprian Tătărușanu |           |
| RB                | 22 | Cristian Săpunaru  | 85'       |
| CB                | 6  | Vlad Chiricheș     |           |
| CB                | 21 | Dragoș Grigore     |           |
| LB                | 2  | Alexandru Mățel    | 53'       |
| CM                | 18 | Andrei Prepeliță   | 46'       |
| CM                | 5  | Ovidiu Hoban       |           |
| RW                | 20 | Adrian Popa        | 68'       |
| AM                | 10 | Nicolae Stanciu    |           |
| LW                | 19 | Bogdan Stancu      |           |
| CF                | 9  | Denis Alibec       | 57'       |
| Wisselspelers:    |    |                    |           |
| MF                | 17 | Lucian Sânmărtean  | 46'       |
| MF                | 11 | Gabriel Torje      | 57' 90+3' |
| FW                | 14 | Florin Andone      | 68'       |
| Coach:            |    |                    |           |
| Anghel Iordănescu |    |                    |           |

| Albanië:        |    |                 |        |
|                 |    |                 |        |
| GK              | 1  | Etrit Berisha   |        |
| RB              | 4  | Elseid Hysaj    | 90+4'  |
| CB              | 18 | Arlind Ajeti    |        |
| CB              | 15 | Mërgim Mavraj   |        |
| LB              | 7  | Ansi Agolli     |        |
| DM              | 8  | Migjen Basha    | 6' 83' |
| CM              | 22 | Amir Abrashi    |        |
| CM              | 9  | Ledian Memushaj | 85'    |
| RW              | 2  | Andi Lila       |        |
| CF              | 10 | Armando Sadiku  | 59'    |
| LW              | 3  | Ermir Lenjani   | 77'    |
| Wisselspelers:  |    |                 |        |
| FW              | 19 | Bekim Balaj     | 59'    |
| MF              | 21 | Odise Roshi     | 77'    |
| DF              | 5  | Lorik Cana      | 83'    |
| Coach:          |    |                 |        |
| Gianni De Biasi |    |                 |        |

Man van de wedstrijd:

 Arlind Ajeti
FRF · A-internationals · Selecties · Bondscoaches · Statistieken · Roemeens vrouwenelftal · Olympisch elftal · Roemenië U21 · Roemenië U20 · Roemenië U19 · Roemenië U18 · Roemenië U17 · Roemenië U16
1922 – 1929 · 
1930 – 1939 · 
1940 – 1949 · 
1950 – 1959 · 
1960 – 1969 · 
1970 – 1979 · 
1980 – 1989 · 
1990 – 1999 · 
2000 – 2009 · 
2010 – 2019 · 
2020 – 2029
EK's: 1984 · 
1996 · 
2000 · 
2008 · 
2016 · 
2024
WK's: 1930 · 
1934 · 
1938 · 
1970 · 
1990 · 
1994 · 
1998
OS: 1924 · 
1952 · 
1964 · 
2020
1922 · 
1923 · 
1924 · 
1925 · 
1926 · 
1927 · 
1928 · 
1929 · 
1930 · 
1931 · 
1932 · 
1933 · 
1934 · 
1935 · 
1936 · 
1937 · 
1938 · 
1939 · 
1940 · 
1941 · 
1942 · 
1943 · 
1944 · 
1945 · 
1946 · 
1947 · 
1948 · 
1949 · 
1950 · 
1952 · 
1952 · 
1953 · 
1954 · 
1955 · 
1956 · 
1957 · 
1958 · 
1959 · 
1960 · 
1961 · 
1962 · 
1963 · 
1964 · 
1965 · 
1966 · 
1967 · 
1968 · 
1969 · 
1970 · 
1971 · 
1972 · 
1973 · 
1974 · 
1975 · 
1976 · 
1977 · 
1978 · 
1979 · 
1980 · 
1981 · 
1982 · 
1983 · 
1984 · 
1985 · 
1986 · 
1987 · 
1988 · 
1989 · 
1990 · 
1991 · 
1992 · 
1993 · 
1994 · 
1995 · 
1996 · 
1997 · 
1998 · 
1999 · 
2000 · 
2001 · 
2002 · 
2003 · 
2004 · 
2005 · 
2006 · 
2007 · 
2008 · 
2009 · 
2010 · 
2011 · 
2012 · 
2013 · 
2014 · 
2015 ·
2016 ·
2017 ·
2018 ·
2019 ·
2020 ·
2021 ·
2022 ·
2023
Albanië ·
Algerije ·
Andorra ·
Argentinië ·
Armenië ·
Australië ·
Azerbeidzjan ·
België ·
Bolivia ·
Bosnië en Herzegovina ·
Brazilië ·
Bulgarije ·
Chili ·
China ·
Colombia ·
Congo-Kinshasa ·
Cuba ·
Cyprus ·
DDR ·
Denemarken ·
Duitsland ·
Ecuador ·
Egypte ·
Engeland ·
Estland ·
Faeröer ·
Finland ·
Frankrijk ·
Georgië ·
Griekenland ·
Honduras ·
Hongarije ·
Ierland ·
IJsland ·
Irak ·
Iran ·
Israël ·
Italië ·
Ivoorkust ·
Japan ·
Joegoslavië ·
Kameroen ·
Kazachstan · 
Kosovo · 
Kroatië ·
Letland ·
Liechtenstein ·
Litouwen ·
Luxemburg ·
Malta ·
Marokko ·
Mexico ·
Moldavië ·
Montenegro ·
Nederland ·
Nigeria ·
Noord-Ierland ·
Noord-Macedonië ·
Noorwegen ·
Oekraïne ·
Oostenrijk ·
Paraguay ·
Peru ·
Polen ·
Portugal ·
Rusland ·
San Marino ·
Schotland ·
Servië ·
Slovenië ·
Slowakije ·
Sovjet-Unie ·
Spanje ·
Trinidad en Tobago ·
Tsjechië ·
Tsjecho-Slowakije ·
Tunesië ·
Turkije ·
Turkmenistan ·
Uruguay ·
Verenigde Arabische Emiraten ·
Verenigde Staten ·
Wales ·
Wit-Rusland ·
Zuid-Korea ·
Zweden ·
Zwitserland
Albanië (2016) · 
Frankrijk (2008) · 
Frankrijk (2016) · 
Italië (2008) · 
Nederland (2008) · 
Zwitserland (2016)